# Феодосий III
Феодосий III  (греч. Θεοδόσιος Γ΄; лат. Theodosius III) (умер после 754 года) — византийский император в 715—717 годах.

## Биография
О его биографии мало известно, в частности, неизвестны дата и место рождения. По одной из версий Феодосий был сыном бывшего императора Тиверия III. До вступления на престол в мае 715 года он был сборщиком податей в Мёзии, когда войска, недовольные управлением Анастасия II, подняли возмущение и провозгласили его императором. Феодосий не легко принял этот выбор и отказывался, даже пытался спастись бегством в лесах, но его нашли и принудили стать во главе армии и двинуться к Константинополю. Потом новый император и его войско немедленно осадили Константинополь. Через шесть месяцев, в ноябре, благодаря измене они проникли в город. Феодосий показал себя очень великодушным в обращении с его предшественником. Благодаря заступничеству Константинопольского патриарха Германа I Анастасий II был убеждён отречься от престола и стать монахом в Салониках.
Делами правления он почти не занимался и не сумел внушить к себе уважения. Его не признали императором 4 стратига, в том числе Лев Исавр, командовавший войском в Анатолии. Мало что известно о коротком царствовании Феодосия. Он сразу же столкнулся с арабским вторжением в глубь Анатолии. В 716 году он заключил с болгарами союз против арабов. После победы над арабами Льву и Артавазду без труда удалось заставить Феодосия 25 марта 717 года отречься от престола. Он вместе с сыном (будущим митрополитом) удалился в монастырь в Эфесе, где вёл строго аскетический образ жизни, став епископом. После его смерти, произошедшей не ранее 754 года, население долго чтило его память и приписывало ему чудеса.